# 乔纳森·弗兰岑
乔纳森·弗兰岑（英語：Jonathan Franzen，1959年8月17日—），美國小說家和散文家。1959年出生于美国伊利諾州韋斯特恩斯普林斯，父亲是瑞典移民后代，母亲是东欧移民后代。1981年毕业于斯沃斯莫尔学院德语系，2001年的小說《修正》，是一個龐大的諷刺家庭劇，獲得了廣泛的一致好評，贏得了美國國家圖書獎，入圍普利策小說獎和都柏林文學獎。他最近的小說《自由》（2010年），出現在《時代雜誌》的封面上，旁邊的標題是“偉大的美國小說家”。《自由》也被視為偉大美國小說之一。